# Australisch tenniskampioenschap 1930
De 23e editie van het Australisch grandslamtoernooi, het Australisch tenniskampioenschap 1930, werd gehouden van 21 tot en met 30 januari 1930.  Voor de vrouwen was het de 9e editie. Het toernooi werd gespeeld op de grasbanen van het Kooyong Lawn Tennis Club te Melbourne.

## Belangrijkste uitslagen
Mannenenkelspel

Finale: Edgar Moon (Australië) won van Harry Hopman (Australië) met 6-3, 6-1, 6-3
Vrouwenenkelspel

Finale: Daphne Akhurst (Australië) won van Sylvia Lance Harper (Australië) met 10-8, 2-6, 7-5
Mannendubbelspel

Finale: Jack Crawford (Australië) en Harry Hopman (Australië) wonnen van John Hawkes (Australië) en Tim Fitchett (Australië) met 8-6, 6-1, 2-6, 6-3
Vrouwendubbelspel

Finale: Margaret Molesworth (Australië) en Emily Hood-Westacott (Australië) wonnen van Marjorie Cox (Australië) en Sylvia Lance Harper (VS) met 6-3, 0-6, 7-5
Gemengd dubbelspel

Finale: Nell Hall-Hopman (Australië) en Harry Hopman (Australië) wonnen van Marjorie Cox (Australië) en Jack Crawford (VS) met 11-9, 3-6, 6-3
Jongensenkelspel

Winnaar: Don Turnbull (Australië)
Meisjesenkelspel

Winnaar: Emily Hood (Australië)
Jongensdubbelspel

Winnaars: Adrian Quist (Australië) en Don Turnbull (Australië)
Meisjesdubbelspel

Winnaars: Emily Hood (Australië) en Nell Hall (Australië)
1905 · 1906 · 1907 · 1908 · 1909 · 1910 · 1911 · 1912 · 1913 · 1914 · 1915 · 1916–1918 · 1919 · 1920 · 1921 · 1922 · 1923 · 1924 · 1925 · 1926 · 1927 · 1928 · 1929 · 1930 · 1931 · 1932 · 1933 · 1934 · 1935 · 1936 · 1937 · 1938 · 1939 · 1940 · 1941–1945 · 1946 · 1947 · 1948 · 1949 · 1950 · 1951 · 1952 · 1953 · 1954 · 1955 · 1956 · 1957 · 1958 · 1959 · 1960 · 1961 · 1962 · 1963 · 1964 · 1965 · 1966 · 1967 · 1968
↓ open tijdperk ↓
1969 (m-v-md-vd-gd) · 1970 (m-v-md-vd) · 1971 (m-v-md-vd) · 1972 (m-v-md-vd) · 1973 (m-v-md-vd) · 1974 (m-v-md-vd) · 1975 (m-v-md-vd) · 1976 (m-v-md-vd) · jan 1977 (m-v-md-vd) · dec 1977 (m-v-md-vd) · 1978 (m-v-md-vd) · 1979 (m-v-md-vd) · 1980 (m-v-md-vd) · 1981 (m-v-md-vd) · 1982 (m-v-md-vd) · 1983 (m-v-md-vd) · 1984 (m-v-md-vd) · 1985 (m-v-md-vd) · 1986 · 1987 (m-v-md-vd-gd) · 1988 (m-v-md-vd-gd) · 1989 (m-v-md-vd-gd) · 1990 (m-v-md-vd-gd) · 1991 (m-v-md-vd-gd) · 1992 (m-v-md-vd-gd) · 1993 (m-v-md-vd-gd) · 1994 (m-v-md-vd-gd) · 1995 (m-v-md-vd-gd) · 1996 (m-v-md-vd-gd) · 1997 (m-v-md-vd-gd) · 1998 (m-v-md-vd-gd) · 1999 (m-v-md-vd-gd) · 2000 (m-v-md-vd-gd) · 2001 (m-v-md-vd-gd) · 2002 (m-v-md-vd-gd) · 2003 (m-v-md-vd-gd) · 2004 (m-v-md-vd-gd) · 2005 (m-v-md-vd-gd) · 2006 (m-v-md-vd-gd) · 2007 (m-v-md-vd-gd) · 2008 (m-v-md-vd-gd) · 2009 (m-v-md-vd-gd) · 2010 (m-v-md-vd-gd) · 2011 (m-v-md-vd-gd) · 2012 (m-v-md-vd-gd) · 2013 (m-v-md-vd-gd) · 2014 (m-v-md-vd-gd) · 2015 (m-v-md-vd-gd) · 2016 (m-v-md-vd-gd) · 2017 (m-v-md-vd-gd) · 2018 (m-v-md-vd-gd) · 2019 (m-v-md-vd-gd)  · 2020 (m-v-md-vd-gd) · 2021 (m-v-md-vd-gd) · 2022 (m-v-md-vd-gd) · 2023 (m-v-md-vd-gd) · 2024 (m-v-md-vd-gd) · 2025 (m-v-md-vd-gd)
Lijst van Australian Openwinnaars